# Eva a las diez
Eva a las diez va ser un programa de televisió d'Espanya emès per La 1 de TVE l'any 1977, dirigit per Fernando García de la Vega.

## Argument
Cinc episodis sense connexió argumental entre si i amb repartiment d'intèrprets diferents. Es tractava d'un espai de varietats en el qual, amb seguint un mínim fil argumental, es donava motiu al lluïment d'una estrella femenina a través de successius números musicals en els quals cantava i ballava. Tots els personatges protagonistes es deien Eva simbolitzant a la primera dona, incitadora al pecat.

## Història
Emès en plena expansió del gènere cinematogràfic conegut com destape, va pretendre ser-ne una adaptació a la pantalla petita, si bé molt més pudorosa, sense mostrar nus integrals. Per contra es pretenia insinuar sensualitat a través de les protagonistes abillades amb estrets vestits provocatius i coreografies eròtiques. El programa no va comptar amb el favor ni de crítica ni de públic i tan sols es van emetre cinc programes.

## Llista d'episodis
| # | Títol                      | Elenc                                                               | Data d'emissió       |
| --- | -------------------------- | ------------------------------------------------------------------- | -------------------- |
| 1 | «La estrella»              | Nadiuska                                                            | 11 d'abril de 1977   |
| 2 | «La azafata»               | María José Cantudo                                                  | 2 de maig de 1977    |
| 3 | «La investigadora privada» | Ágata Lys, Pepe Rubio, Alfonso del Real, Lili Murati, Jesús Aristu. | 16 de maig de 1977   |
| Una atractiva detectiva ha de resoldre un misteriós cas de desaparación d'un cavaller, que li encarrega la seva atribolada esposa.                 |                            |                                                                     |                      |
| 4 | «La periodista»            | Victoria Vera                                                       | 6 de juny de 1977    |
| 5 | «La millonaria»            | María Silva                                                         | 18 de juliol de 1977 |
| Una exuberant dama acaba d'enviduar d'un ancià milionari. A partir d'aquest moment se succeeixen una sèrie d'aventures que canviaran la seva vida. |                            |                                                                     |                      |